# Dmitri Iljitsch Koslow
Dmitri Iljitsch Koslow (russisch Дмитрий Ильич Козлов; * 1. Oktober 1919 in Tichorezkaja; † 7. März 2009 in Samara) war ein russischer Luft- und Raumfahrtingenieur, der als langjähriger Mitarbeiter in der russischen Raumfahrt das Raketen- und Raumfahrtzentrum Progress mitbegründete und ab 1996 leitete.

## Leben
Dmitri Koslow wurde in der Bahnstation Tichorezkaja geboren, die sich auf dem Land der Staniza Tichorezkoi (heute Fastowezkaja) befand. Nach dem Russischen Bürgerkrieg arbeitete sein Vater als Parteiarbeiter der KPR (B), KPdSU im Eisenbahntransport, sodass die Familie häufig ihren Wohnort wechselte und Koslow in Wladikawkas, Grosny und Noworossijsk die Schule besuchte. 1937 machte er sein Abitur in Pjatigorsk. Im selben Jahr begann er ein Ingenieur-Studium an der Fakultät für Artillerie des Leningrader Militär-Mechanischen Instituts (heute Baltic State Technical University, BGTU), nachdem er vergeblich versucht hatte, in die Sowjetische Marine einzutreten.
Koslow meldete sich als Student nach dem Überfall des Deutschen Reiches auf die Sowjetunion am 1. Juli 1941 freiwillig zur Roten Armee und nahm in der Leningrader Volksmiliz an den Kämpfen gegen die deutsche Wehrmacht bei Luga teil. Am 10. August 1941 wurde er im Kampf verwundet und nach seiner Genesung als Pionier des 165. selbständigen Pionierbataillons der 2. Stoßarmee an der Wolchow-Front eingesetzt. (→Schlacht am Wolchow, →Erste Ladoga-Schlacht, →Zweite Ladoga-Schlacht) Im November 1943 wurde er zum Unterleutnant befördert und seit Ende 1943 als Zugführer in der 71. selbstständigen Marine-Schützenbrigade im Brückenkopf von Oranienbaum eingesetzt. Dort nahm er an der Leningrad-Nowgoroder Operation teil, bei der er am 25. Januar 1944 erneut schwer verwundet wurde. Im Mai 1944 wurde er nach seiner Genesung als Kommandant eines Schützenzuges des 173. Schützenregiments der 90. Schützendivision der 21. Armee der Leningrader Front eingesetzt. Während der Wyborg-Petrosawodsker Operation wurde er in den Kämpfen nördlich von Wyborg am 12. Juli 1944 zum dritten Mal schwer verwundet und verlor seinen linken Unterarm. Im September 1944 wurde er wegen dieser Behinderung demobilisiert.

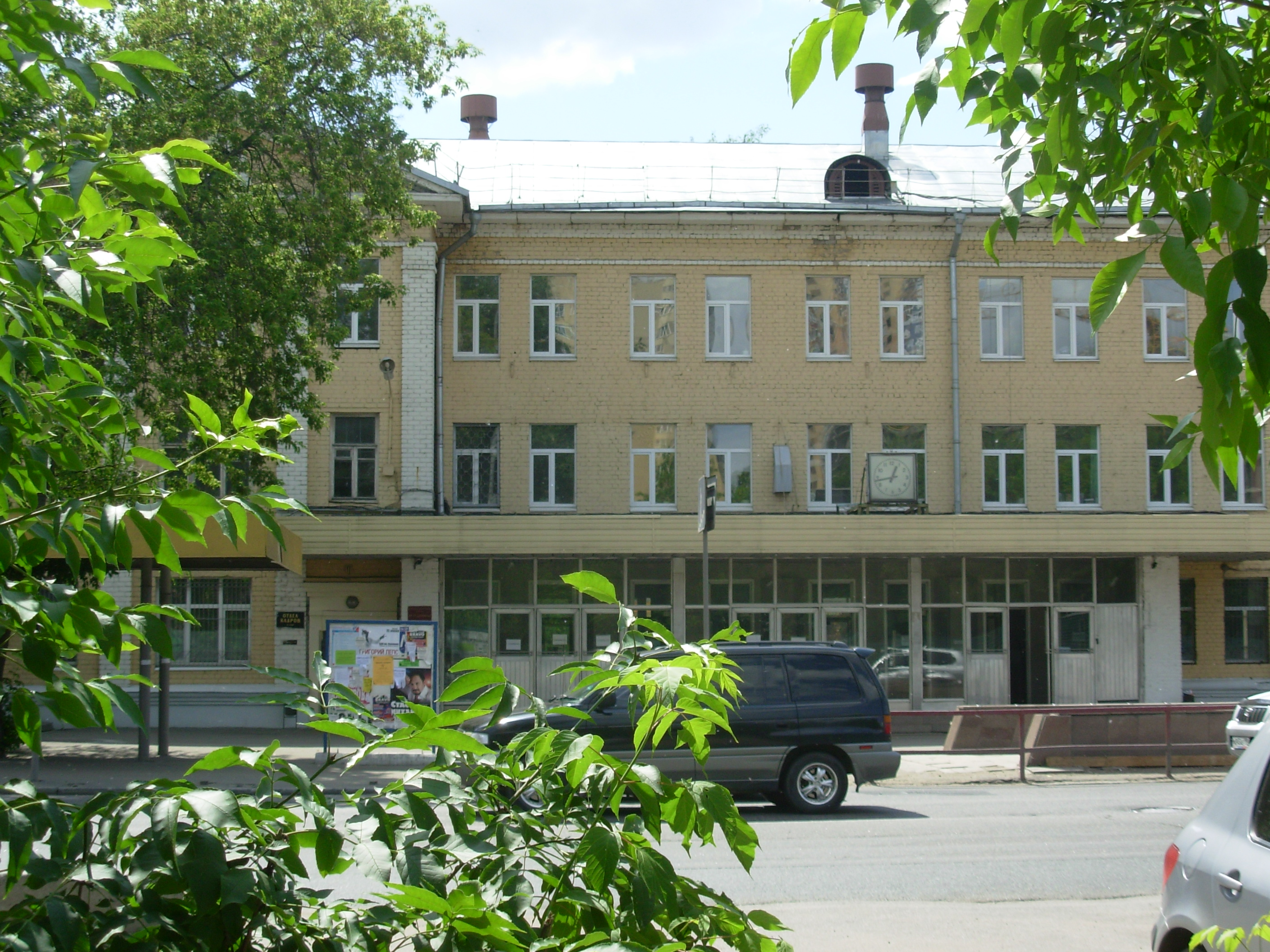
Eingang des Staatlichen Wissenschaftlichen Forschungsinstituts Nr. 88 (TsNIIMasch) in der Pionerskaja-Straße, in Koroljow. (2011)

Nach der Entlassung aus der Roten Armee kehrte Koslow an das Leningrader Militär-Mechanische Institut zurück, das während des Krieges in die Stadt Perm (damals Molotow) evakuiert worden war und schloss im Dezember 1945 sein Studium als Maschinenbauingenieur ab. Seine Abschlussarbeit befasste sich mit der Entwicklung eines neuen Zündertyps für Artilleriegranaten. Danach besuchte er von Januar 1946 bis zum April 1946 weiterführende spezielle Kurse zur beschleunigten Ausbildung von Spezialisten für die Entwicklung grundlegend neuer militärischer Ausrüstung an der Staatlichen Technischen Universität Moskau „N. E. Bauman“. Im Mai 1946 begann Koslow als Konstrukteur am Staatlichen Wissenschaftlichen Forschungsinstitut Nr. 88 (russisch НИИ-88) des im gleichen Jahr gegründeten Rüstungsministeriums der UdSSR zu arbeiten. (→Dmitri Fjodorowitsch Ustinow) Das Institut befand sich auf dem Gelände einer Fabrik zur Herstellung von Artillerie etwa 20 km nordöstlich von Moskau in Kaliningrad in der Oblast Moskau.
In den 1950er-Jahren arbeitete er unter Sergej Koroljow und war für die Entwicklung der R-7-Rakete verantwortlich. Als führender Konstrukteur von ballistischen Interkontinentalraketen wurde Koslow 1957 mit dem Lenin-Preis, zwei Staatspreisen der UdSSR (1976, 1983) und 1994 einem Staatspreis der Russischen Föderation ausgezeichnet und zweimal zum Helden der sozialistischen Arbeit ernannt (1961, 1979).